# Lithacodia numisma
Koyaga numisma là một loài bướm đêm trong họ Noctuidae.